# 陈顺鹏
陈顺鹏（1948年—），汉族，中华人民共和国政治人物、第十一届全国政协委员。
担任中国基督教三自爱国运动委员会副主席。2008年，当选第十一届全国政协委员，代表宗教界，分入第五十一组。并担任民族和宗教委员会专委。